# تپه سرآب
تپه سرآب مربوط به دوران‌های تاریخی پس از اسلام است و در شهرستان فیروزآباد، بخش مرکزی، روستای دولت‌آباد واقع شده و این اثر در تاریخ ۲ آبان ۱۳۸۲ با شمارهٔ ثبت ۱۰۵۱۲ به‌عنوان یکی از آثار ملی ایران به ثبت رسیده است.